# Jacinto Octavio Picón
Jacinto Octavio Picón Bouchet, född den 8 september 1852 i Madrid, död där den 19 november 1923, var en spansk romanförfattare och kritiker.
Picón var en framstående medarbetare i La revista de España, utgav 1879 Apuntes para la historia de la caricatura och 1882 sin första, mycket omdebatterade roman Lazaro, historien om en präst, som fångats av moderna idéer. Picón rönte inflytande av Zola. Adolf Hillman skriver i Nordisk familjebok: "Han är utpräglad realist, en utmärkt berättare, klar och objektiv i sin framställning, bekämpar med kraft och entusiasm hyckleri, egoism och konventionalism och skildrar med förkärlek kvinnans kamp för kärlekslycka". Bland hans kvinnokaraktärer bör nämnas Juanita Tenorio och de som finns i La hijastra del amor (1884), i Mujeres, i La honada (1890) och i Dulce y sabrosa (1891), en apologi för den fria kärleken. Hillman avger också följande omdöme: "En konstnärlig, graciös stil med många stänk af humor utmärker alla P:s arbeten". På prosadiktens område kan ytterligare nämnas La novela de una noche, Juan Vulgar (1885), El enemigo (1887), ett angrepp på den klerikala fanatismen, Novelitas (1888) och Lo pasado (1901). Högt värderade kritiska arbeten lämnade Picón i Del teatro (1884), Vida y obras de D. Diego Velázquez och La exposition de Bellas Artes en 1890. Han blev ledamot av Spanska akademien efter Castelar och var från 1899 ledamot av de sköna konsternas akademi i Madrid. Picón utgav under senare år många noveller och berättelser, som utmärks av skicklig uppbyggnad och spännande handling, samt romanen Sacramento.